# Joanne Fox
Joanne Fox (Melbourne, 12 giugno 1979) è una pallanuotista australiana, vincitrice di una medaglia d'oro ai giochi olimpici di Sydney 2000.